# FIA Formula 4

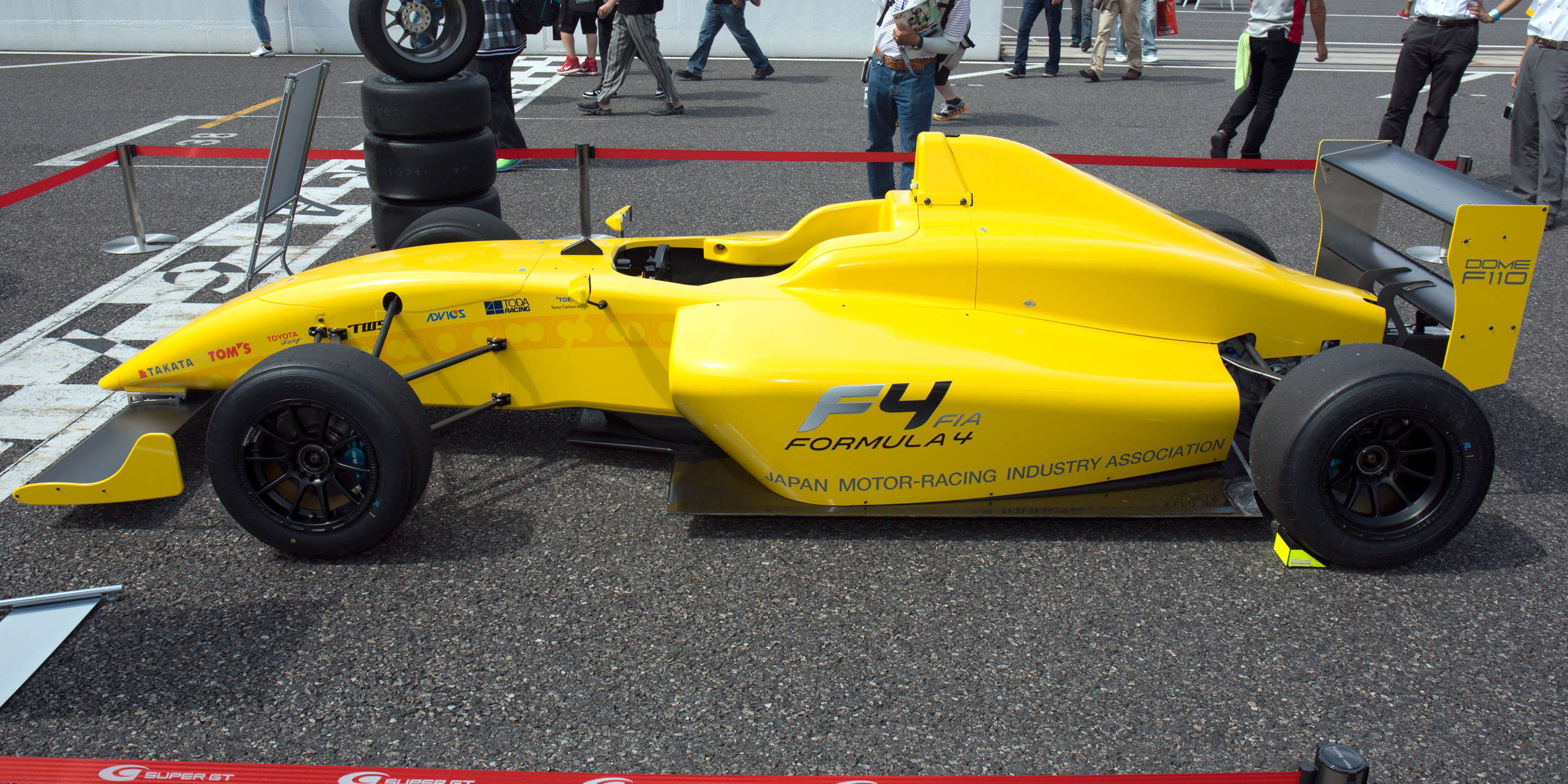
Dome F110 utilizzata nel F4 Japanese Championship nel 2014.

La Formula 4 è una categoria automobilistica varata dalla FIA nel 2013, con l'obiettivo di definire una categoria internazionale propedeutica alla Formula 3, spazio fino ad ora occupato da categorie nazionali o monomarca.
Esisteva già un'altra categoria automobilistica britannica denominata Formula 4 sotto l'egida del British Racing Drivers' Club (BRDC), ma con regole diverse e un'organizzazione nazionale: in pratica una delle tante categorie che la FIA punta a sostituire e unificare con la nuova F4.
Per favorire il passaggio dai kart alle vetture di formula il regolamento FIA si basa principalmente sul contenimento dei costi, tanto che la vettura deve costare, al massimo, 40.000 euro pronta per la gara. La vettura senza motore dovrebbe costare al massimo 33.000 euro, con standard di sicurezza pari a una F.3, ed è a discrezione degli organizzatori, del singolo campionato, valutare se scegliere un unico fornitore o ammettere tutti quelli che sono in grado di produrla secondo i regolamenti e rimanendo entro i costi previsti. Il motore scelto per ciascuna serie nazionale deve essere monomarca, con una potenza massima da 140 a 160 CV, dovrebbe costare al massimo 7.000 euro e poter garantire una percorrenza di 10.000 km senza necessità di revisioni.
Nel luglio del 2021 la FIA presenta la nuova monoposto di Formula 4, dotata di upgrade sul fronte della sicurezza volti ad aumentare la protezione del pilota, su tutte il sistema Halo a protezione della testa. Farà il suo esordio nella stagione 2022 del Campionato di Formula 4 degli Emirati Arabi Uniti per poi essere introdotta nei prossimi campionati di Formula 4 sparsi per il mondo. 
Dal 2023 viene creata la F1 Academy, serie riservata a sole donne per lanciarle nel mondo del motorsport.

## La serie in Italia
In Italia, anche a causa della soppressione del campionato nazionale di F.3, la CSAI lavorò per varare un campionato di F.4 a partire dal 2014, imponendo inizialmente al contempo un aumento della potenza dei motori all'altra categoria propedeutica, la Formula Abarth, per evitare di porre le due serie in concorrenza. Alla fine però il campionato di Formula Abarth venne soppresso e la serie di fatto venne sostituita proprio dalla Formula 4 italiana.
A differenza dalla Formula Abarth le regole FIA ammettono al via anche piloti con licenza nazionale C che non abbiano ancora compiuto i 16 anni, mentre il format dei singoli eventi, previsto dalla FIA, assomigliava a quello della F. Abarth: si svolge nell'arco di 3 giorni con 2 sessioni di prove libere oltre a un'altra sessione di qualificazione, per permettere ai piloti di fare pratica, e 3 gare della durata massima di 30 minuti.
Nel 2013 si sviluppò il motore, derivato proprio da quello della Formula Abarth, un FIAT 4 cilindri turbo di 1400 cm³, la cui potenza di 180 CV sarebbe stata ridotta secondo i dettami FIA. Per la vettura, i costruttori che presentarono un progetto furono Tatuus, già costruttore delle F. Abarth e Dallara, produttore di vetture per svariate categorie dalla F.3 alla Indycar.
A causa dei limiti di costo si prevedeva una estrema attenzione ai tempi di fabbricazione di ogni particolare e un volume di vendite di un centinaio di esemplari in 2 anni per raggiungere il punto di pareggio economico, quindi sarà necessario lo sviluppo di più di un singolo campionato per raggiungere questo obiettivo.
La scelta del telaio cadde sulla Tatuus e il campionato italiano fu organizzato su 7 eventi tra maggio e ottobre, di cui l'ultimo all'estero a Barcellona. Per le gomme il regolamento le limita a un treno nuovo e uno usato per le prove libere, oltre a 3 gomme anteriori e 3 posteriori nuove per il resto dell'evento comprese le gare, il fornitore scelto fu Pirelli che garantì un prezzo di 640 euro più IVA per ogni treno..
Il secondo campionato italiano svolto nel 2015, articolato su 7 appuntamenti competitivi e 2 di test collettivi, ha visto il raddoppio del montepremi arrivando a 100.000 euro, al quale si aggiunse lo stage al Supercorso Federale Aci Sport, disponibile per i primi tre piloti italiani classificati a fine campionato, anche la partecipazione è aumentata da 22 a 28 concorrenti.

## Campionati F4 nel mondo
Il Campionato italiano di Formula 4 è la prima serie a seguire i regolamenti della FIA, a partire dal 2015 l'ADAC Sport organizza il campionato tedesco di Formula 4, in sostituzione della Formula ADAC, articolandolo su 8 eventi di cui 2 al di fuori della Germania. Le vetture scelte per il campionato sono le stesse del campionato italiano: le Tatuus a motore Abarth. Dal 2015 in poi vengono creati campionati FIA di Formula 4 in diverse zone del mondo, dettagliati nelle tabelle seguenti: 

### Campionati in corso
| Nazione                                 | Campionato                                                | Telaio                                 | Motore                                                 | Fondazione |
| --------------------------------------- | --------------------------------------------------------- | -------------------------------------- | ------------------------------------------------------ | ---------- |
| Italia                                  | Italian F4 Championship                                   | Tatuus F4-T104                         | Abarth 1,4 L                                           | 2014       |
| Italia                                  | Italian F4 Championship                                   | Tatuus F4 T-021 (dal 2022)             | Abarth 1,4 L                                           | 2014       |
| Cina                                    | China F4 Championship (中国锦标赛)S                       | Mygale M14-F4                          | Geely G-Power JLD-4G20 2,0 L                           | 2015       |
| Giappone                                | F4 Japanese Championship (FIA－フォーミュラ4 地方選手権?) | Dome F110                              | TOM'S-Toyota 2,0 L                                     | 2015       |
| Regno Unito                             | F4 British Championship                                   | Mygale M14-F4                          | Ford 1,6 L EcoBoost                                    | 2015       |
| Regno Unito                             | F4 British Championship                                   | Tatuus F4 T-021 (dal 2022)             | Abarth1,4 L                                            | 2015       |
| Messico                                 | NACAM F4 Championship                                     | Mygale M14-F4                          | Ford 1,6 L EcoBoost                                    | 2015       |
| Spagna Portogallo                       | Spanish Formula 4 Championship                            | Tatuus F4-T104                         | Abarth 1,4 L                                           | 2016       |
| Spagna Portogallo                       | Spanish Formula 4 Championship                            | Tatuus F4 T-021 (dal 2022)             | Abarth 1,4 L                                           | 2016       |
| Stati Uniti                             | United States Formula 4 Championship                      | Ligier · JS F4                         | Honda K20 C2 2,0 L                                     | 2016       |
| Malaysia Filippine Thailandia Indonesia | South East Asia Formula 4 Championship                    | Mygale M14-F4                          | RenaultF4R 2,0 L                                       | 2016       |
| Emirati Arabi Uniti                     | Formula 4 UAE                                             | Tatuus F4-T104                         | Abarth 1,4 L                                           | 2016       |
| Emirati Arabi Uniti                     | Formula 4 UAE                                             | Tatuus F4 T-021 (dal 2022)             | Abarth 1,4 L                                           | 2016       |
| Danimarca                               | F4 Danish Championship                                    | Mygale M14-F4                          | Renault F4R 2,0L                                       | 2017       |
| Francia                                 | F4 French Championship                                    | Mygale M14-F4 Mygale M21-F4 (dal 2022) | Renault F4R 2,0L (2018–2019) Renault HR13 1.3L (2020–) | 2018       |
| Argentina                               | F4 Argentina Championship                                 | Mygale M14-F4                          | Geely G-Power JLD-4G20 2.0L                            | 2021       |
| Brasile                                 | F4 Brazil Championship                                    | Tatuus F4 T-021                        | Abarth 1,4L                                            | 2022       |
| India                                   | F4 Indian Championship                                    | Tatuus F4 T-021                        | Abarth 1,4L                                            | 2023       |
| Rep. Ceca Austria Ungheria              | ACR Formula 4 Championship                                | Tatuus F4 T-021                        | Abarth 1,4L                                            | 2023       |
| Internazionale                          | F1 Academy                                                | Tatuus F4-T-421                        | Abarth 1,4L                                            | 2023       |
| Europa                                  | Euro 4 Championship                                       | Tatuus F4-T-421                        | Abarth 1,4L                                            | 2023       |
| Spagna                                  | Formula Winter Series                                     | Tatuus F4-T-421                        | Abarth 1,4L                                            | 2023       |

### Campionati passati
| Nazione                         | Campionato                  | Periodo   | Note                                                |
| ------------------------------- | --------------------------- | --------- | --------------------------------------------------- |
| Australia                       | Australian F4 Championship  | 2015-2019 | Interrotto per carenza di partecipanti              |
| Russia Finlandia Estonia Svezia | F4 NEZ Championship         | 2015-2019 | Interrotto per la perdita della certificazione FIA. |
| Germania Austria Paesi Bassi    | ADAC Formula 4 Championship | 2015-2023 |                                                     |

## Vincitori

### Serie In corso
| Italian F4 Championship | Italian F4 Championship | Italian F4 Championship |
| Stagione                | Pilota                  | Squadra                 |
| ----------------------- | ----------------------- | ----------------------- |
| 2014                    | Lance Stroll            | Prema Powerteam         |
| 2015                    | Ralf Aron               | Prema Powerteam         |
| 2016                    | Marcos Siebert          | Jenzer Motorsport       |
| 2017                    | Marcus Armstrong        | Prema Powerteam         |
| 2018                    | Enzo Fittipaldi         | Prema Powerteam         |
| 2019                    | Dennis Hauger           | Van Amersfoort          |
| 2020                    | Gabriele Minì           | Prema Powerteam         |
| 2021                    | Oliver Bearman          | Van Amersfoort          |
| 2022                    | Andrea Kimi Antonelli   | Prema Racing            |
| 2023                    | Kacper Sztuka           | US Racing               |

| F4 British Championship | F4 British Championship | F4 British Championship |
| Stagione                | Pilota                  | Squadra                 |
| ----------------------- | ----------------------- | ----------------------- |
| 2015                    | Lando Norris            | Carlin                  |
| 2016                    | Max Fewtrell            | Carlin                  |
| 2017                    | Jamie Caroline          | Carlin                  |
| 2018                    | Kiern Jewiss            | Arden                   |
| 2019                    | Zane Maloney            | Double R                |
| 2020                    | Luke Browning           | Fortec                  |
| 2021                    | Matthew Rees            | JHR                     |
| 2022                    | Alex Dunne              | Carlin                  |
| 2023                    | Louis Sharp             | Rodin Carlin            |
| 2024                    | Deagen Fairclough       | Da definire             |

| China F4 Championship | China F4 Championship | China F4 Championship  |
| Stagione              | Pilota                | Squadra                |
| --------------------- | --------------------- | ---------------------- |
| 2015-16               | Julio Acosta          | non assegnato          |
| 2016                  | Bruno Carneiro        | non assegnato          |
| 2017                  | Charles Leong         | BlackArts Racing       |
| 2018                  | Jordan Dempsey        | BlackArts Racing       |
| 2019                  | Conrad Clark          | BlackArts Racing       |
| 2020                  | He Zijian             | LEO GEEKE Team         |
| 2021                  | Andy Chang            | Chengdu Tianfu         |
| 2022                  | Gerrard Xie           | Smart Life Racing Team |
| 2023                  | Tiago Rodrigues       | Champ Motorsport       |

| Formula 4 UAE | Formula 4 UAE     | Formula 4 UAE    |
| Stagione      | Pilota            | Squadra          |
| ------------- | ----------------- | ---------------- |
| 2016-17       | Jonathan Aberdein | Motopark Academy |
| 2017-18       | Charles Weerts    | Dragon Motopark  |
| 2019          | Matteo Nannini    | Xcel Motorsport  |
| 2020          | Francesco Pizzi   | Xcel Motorsport  |
| 2021          | Enzo Trulli       | Xcel Motorsport  |
| 2022          | Charlie Wurz      | Prema Powerteam  |
| 2023          | James Wharton     | Mumbai Falcons   |
| 2024          | Freddie Slater    | Mumbai Falcons   |

| F4 Japanese Championship | F4 Japanese Championship | F4 Japanese Championship    |
| Stagione                 | Pilota                   | Squadra                     |
| ------------------------ | ------------------------ | --------------------------- |
| 2015                     | Shou Tsuboi              | TOM'S Spirit                |
| 2016                     | Ritomo Miyata            | TOM'S Spirit                |
| 2017                     | Ritomo Miyata            | TOM'S Spirit                |
| 2018                     | Yuki Tsunoda             | Honda                       |
| 2019                     | Ren Sato                 | Honda                       |
| 2020                     | Hibiki Taira             | TGR-DC Racing School        |
| 2021                     | Seita Nonaka             | TGR-DC Racing School        |
| 2022                     | Syun Koide               | Honda Formula Dream Project |
| 2023                     | Rikuto Kobayashi         | TGR-DC Racing School        |

| F4 Spanish Championship | F4 Spanish Championship | F4 Spanish Championship |
| Stagione                | Pilota                  | Squadra                 |
| ----------------------- | ----------------------- | ----------------------- |
| 2016                    | Richard Verschoor       | MP Motorsport           |
| 2017                    | Christian Lundgaard     | MP Motorsport           |
| 2018                    | Amaury Cordeel          | MP Motorsport           |
| 2019                    | Franco Colapinto        | Drivex School           |
| 2020                    | Kas Haverkort           | MP Motorsport           |
| 2021                    | Dilano van 't Hoff      | MP Motorsport           |
| 2022                    | Nikola Colov            | Campos Racing           |
| 2023                    | Théophile Naël          | Campos Racing           |

| F4 United States Championship | F4 United States Championship | F4 United States Championship |
| Stagione                      | Pilota                        | Squadra                       |
| ----------------------------- | ----------------------------- | ----------------------------- |
| 2016                          | Cameron Das                   | JDX Racing                    |
| 2017                          | Kyle Kirkwood                 | Cape Motorsports              |
| 2018                          | Dakota Dickerson              | Crosslink Racing              |
| 2019                          | Joshua Car                    | Crosslink Racing              |
| 2020                          | Hunter Yeany                  | Crosslink Racing              |
| 2021                          | Noel León                     | Velocity Racing Development   |
| 2022                          | Lochie Hughes                 | Jay Howard Driver Development |
| 2023                          | Patrick Woods-Toth            | Crosslink/Kiwi Motorsport     |

| NACAM F4 Championship | NACAM F4 Championship | NACAM F4 Championship |
| Stagione              | Pilota                | Squadra               |
| --------------------- | --------------------- | --------------------- |
| 2015-16               | Axel Matus            | non assegnato         |
| 2016-17               | Calvin Ming           | non assegnato         |
| 2017-18               | Moisés de la Vara     | non assegnato         |
| 2018-19               | Manuel Sulaimán       | non assegnato         |
| 2019-20               | Noel León             | non assegnato         |
| 2021                  | Non disputata         |                       |
| 2022                  | Pedro Juan Moreno     | non assegnato         |
| 2023                  | Juan Felipe Pedraza   | non assegnato         |

| F4 French Championship | F4 French Championship | F4 French Championship |
| Stagione               | Pilota                 | Squadra                |
| ---------------------- | ---------------------- | ---------------------- |
| 2018                   | Caio Collet            | non assegnato          |
| 2019                   | Hadrien David          | non assegnato          |
| 2020                   | Ayumu Iwasa            | non assegnato          |
| 2021                   | Esteban Masson         | non assegnato          |
| 2022                   | Alessandro Giusti      | non assegnato          |
| 2023                   | Évan Giltaire          |                        |

| F4 Danish Championship | F4 Danish Championship | F4 Danish Championship |
| Stagione               | Pilota                 | Squadra                |
| ---------------------- | ---------------------- | ---------------------- |
| 2017                   | Daniel Lundgaard       | Vesti Motorsport       |
| 2018                   | Casper Hansen          | FSP                    |
| 2019                   | Malthe Jakobsen        | FSP                    |
| 2020                   | Conrad Laursen         | FSP                    |
| 2021                   | Mads Hoe               | Mads Hoe Motorsport    |
| 2022                   | Julius Dinesen         | STEP Motorsport        |
| 2023                   | Mikkel Gaarde Pedersen | BAR                    |

| F4 Brazilian Championship | F4 Brazilian Championship | F4 Brazilian Championship |
| Stagione                  | Pilota                    | Squadra                   |
| ------------------------- | ------------------------- | ------------------------- |
| 2022                      | Pedro Clerot              | Full Time Sports          |

| F4 CEZ Championship | F4 CEZ Championship | F4 CEZ Championship |
| Stagione            | Pilota              | Squadra             |
| ------------------- | ------------------- | ------------------- |
| 2023                | Ethan Ischer        | Jenzer Motorsport   |

| Formula Winter Series | Formula Winter Series | Formula Winter Series |
| Stagione              | Pilota                | Squadra               |
| --------------------- | --------------------- | --------------------- |
| 2023                  | Kacper Sztuka         | US Racing             |

### Serie concluse
| ADAC Formula 4 Championship | ADAC Formula 4 Championship | ADAC Formula 4 Championship |
| Stagione                    | Pilota                      | Squadra                     |
| --------------------------- | --------------------------- | --------------------------- |
| 2015                        | Marvin Dienst               | non assegnato               |
| 2016                        | Joey Mawson                 | Prema Powerteam             |
| 2017                        | Jüri Vips                   | Prema Powerteam             |
| 2018                        | Lirim Zendeli               | US Racing / Charouz         |
| 2019                        | Théo Pourchaire             | US Racing-Charouz           |
| 2020                        | Jonny Edgar                 | Van Amersfoort              |
| 2021                        | Oliver Bearman              | Van Amersfoort              |
| 2022                        | Andrea Kimi Antonelli       | Prema Racing                |

| Australian F4 Championship | Australian F4 Championship | Australian F4 Championship |
| Stagione                   | Pilota                     | Squadra                    |
| -------------------------- | -------------------------- | -------------------------- |
| 2015                       | Jordan Lloyd               | non assegnato              |
| 2016                       | William Brown              | non assegnato              |
| 2017                       | Nicholas Rowe              | non assegnato              |
| 2018                       | Jayden Ojeda               | non assegnato              |
| 2019                       | Luis Leeds                 | non assegnato              |

| F4 NEZ Championship | F4 NEZ Championship | F4 NEZ Championship          |
| Stagione            | Pilota              | Squadra                      |
| ------------------- | ------------------- | ---------------------------- |
| 2015                | Niko Kari           | non assegnato                |
| 2016                | Richard Verschoor   | non assegnato                |
| 2017                | Christian Lundgaard | MP Motorsport                |
| 2018                | Konsta Lappalainen  | Kart in Club Driving Academy |
| 2019                | Pavel Bulancev      | SMP Racing                   |

| F4 South East Asia Championship | F4 South East Asia Championship | F4 South East Asia Championship |
| Stagione                        | Pilota                          | Squadra                         |
| ------------------------------- | ------------------------------- | ------------------------------- |
| 2016-17                         | Presley Martono                 | non assegnato                   |
| 2017-18                         | Daniel Cao                      | non assegnato                   |
| 2018                            | Alessandro Ghiretti             | non assegnato                   |
| 2019                            | Lucca Allen                     | non assegnato                   |

| F4 Argentina Championship | F4 Argentina Championship | F4 Argentina Championship |
| Stagione                  | Pilota                    | Squadra                   |
| ------------------------- | ------------------------- | ------------------------- |
| 2021                      | Federico Hermida          | non assegnato             |